# Joseph Granié
Joseph Granié né a Toulouse le 18 février 1861 et mort à Paris le 13 août 1915 est un peintre français.   

## Biographie
Joseph Granié est surtout connu pour ses portraits féminins, teintés de symbolisme. Il débute dans l’atelier de Jules Garipuy avant de poursuivre sa formation à Paris chez Jean-Léon Gérôme.

## Œuvres dans les collections publiques
- Paris
  - Musée Carnavalet : Jean-Sylvain Bailly (1736-1793) proclamé maire de  Paris en 1789, aquarelle[4].
  - Musée d'Orsay :
    - Yvette Guilbert, 1895, huile sur bois à fond d'or[5] ;
    - Marguerite Moreno, vers 1899, huile sur bois[6].
- Toulouse
  - Musée Paul-Dupuy : Profil de femme, mine graphite sur papier, étude pour le tableau Maternité[7].

Œuvres de Joseph Granié
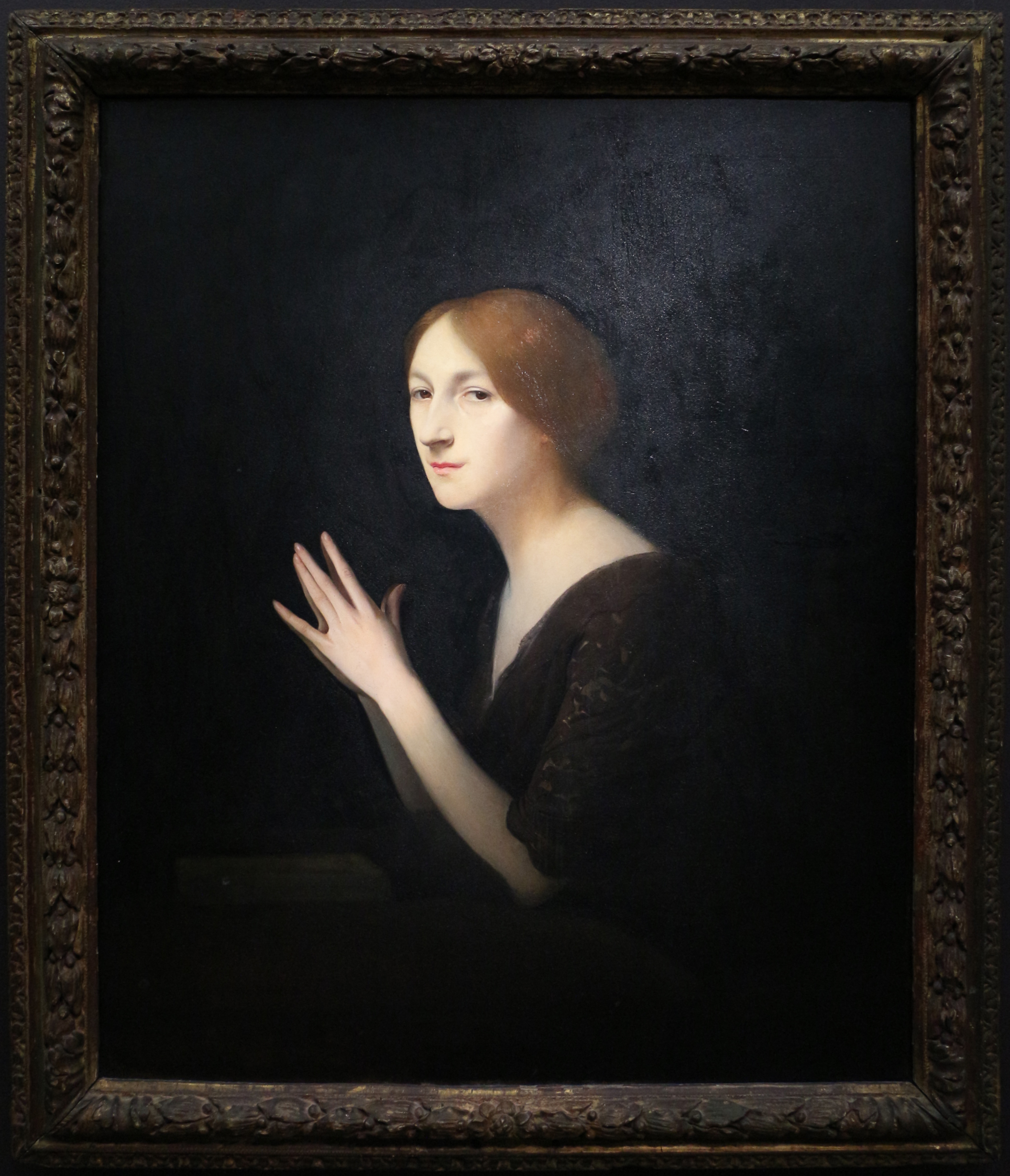
Marguerite Moreno (vers 1899), Paris, musée d'Orsay.
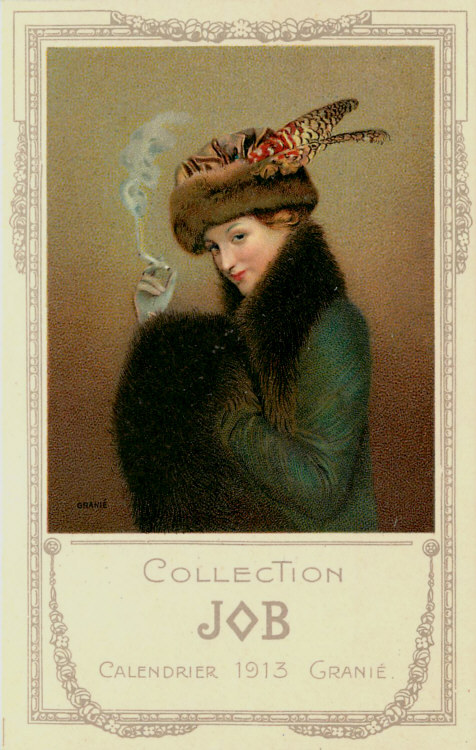
Calendrier JOB (1913), carte postale.
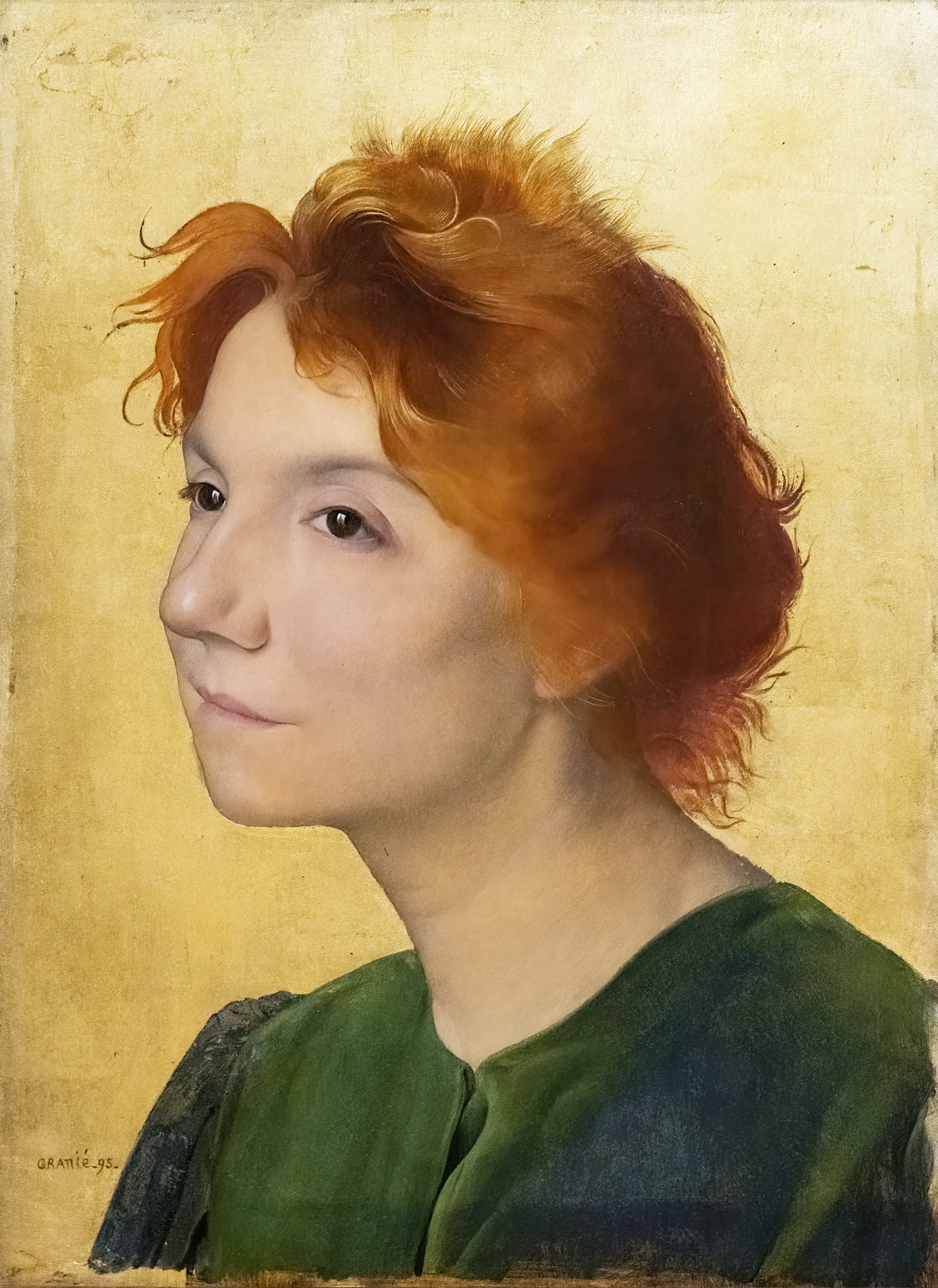
Yvette Guilbert